# Ligao
Ligao é uma cidade de quarta classe de renda da cidade na província Albay, nas Filipinas. De acordo com o censo de 1 maio  de  2020 possui uma população de 118 096 pessoas e 26 049 domicílios.